# WWT 런던 습지 센터

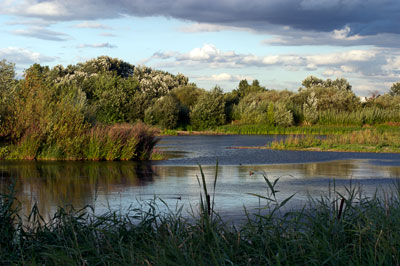
WWT 런던 습지 센터

WWT 런던 습지 센터(영어: WWT London Wetland Centre)는 영국 런던에 있는 인공으로 만든 습지이다. 전망대, 관찰탑, 생태공원, 체험 학습관 등의 시설이 있으며, 약 150종의 조류와 어류가 서식한다.